# Comitè de Bioètica de Catalunya
El Comitè de Bioètica de Catalunya (CBC) és un organisme creat per la Generalitat de Catalunya per tal de reflexionar i establir criteris d'actuació ètica en l'àmbit sanitari i clínic. Està compost per personalitats independents provinents de diferents àmbits (medecina, gestió sanitària, dret i humanitats) amb la missió d'assessorar el propi govern de la Generalitat, d'elaborar recomanacions als professionals sanitaris i clínics, d'emetre informes i posicionaments sobre els criteris ètics recomanables davant dels continus avenços científics, de fomentar la formació i la informació en matèria de bioètica entre la comunitat científica i mèdica, i de fer una tasca de divulgació de les noves reflexions bioètiques que es van fent.
El Comitè va adoptar la denominació i la composició actual a partir del 2008, però de fet és la continuació de la Comissió assessora de bioètica –creada el 1995 i adscrita al Departament de Salut de la Generalitat–, que més tard va passar a dir-se Comitè consultiu de bioètica de Catalunya. Amb la reforma del 2008, però, va adquirir el nom actual i va adoptar una composició diferent, essencialment amb membres independents en lloc de la nombrosa representació administrativa anterior.

## Missió i funcionament
El Comitè de Bioètica de Catalunya parteix d'un enfocament plural, multidisciplinari, independent, no dogmàtic i transparent. Els seus membres provenen d'àmbits ben diferents, com la medicina, la gestió sanitària, el dret i les humanitats. Aquest fet li permet aprofundir en cada qüestió ètica des dels diferents angles, ja que es tracta de qüestions que afecten no només els aspectes sanitaris sinó, de manera general, la vida present i futura de les persones i de la societat. Així, es confronta el coneixement científic i mèdic (en evolució constant) amb els altres àmbits del coneixement (jurídic, filosòfic, ètic, sociològic, etc.) per tal de motivar una reflexió crítica i fonamentada. Les decisions es prenen per consens intern, mitjançant una discussió racional i argumentada, si cal amb la participació dels experts adequats per al tema estudiat. En algunes qüestions concretes, el Comitè ha creat grups de treball estables formats per especialistes de diferents disciplines.
El Comitè de Bioètica de Catalunya té una missió consultiva del Govern de Catalunya, quan és requerit per aquest sobre una qüestió determinada. Alhora també realitza una tasca de divulgació de les seves reflexions.

## Àmbits
Tot i que la reflexió bioètica ha d'estar forçosament oberta a les permanents innovacions i descobertes de l'àmbit mèdic, sanitari i clínic, els principals àmbits temàtics sobre els quals treballa el Comitè de Bioètica de Catalunya són:
- la reproducció i inici de la vida (reproducció assistida, embaràs, interrupció voluntària de l'embaràs, contracepció, part i postpart, etc.),
- l'atenció a l'infant i a l'adolescent (l'opinió dels menors en les decisions),
- la diversitat cultural i la salut,
- drets i deures (gestió dades personals sobre la salut, dret a la intimitat, ús compassiu de medicaments, etc.),
- l'autonomia i el dret a decidir (consentiment informat, rebuig del tractament…),[3]
- les voluntats anticipades,
- el final de la vida (malaltia avançada i cures pal·liatives, eutanàsia, suïcidi),
- la recerca biomèdica (assaigs clínics, recerca científica i drets humans, justícia i equitat),
- i la salut pública (vacunes, pandèmia, medicalització raonable).

## Accessibilitat
El Comitè de Bioètica de Catalunya pot ser consultat per:
- el Govern de Catalunya,

- les institucions sanitàries catalanes: hospitals, centres de salut o sociosanitaris, centres de recerca, etc.

- els ciutadans.[4]

## Publicacions
Destaquen principalment el Diccionari de Bioètica i el Butlletí del CBC que es publica semestralment des de l'any 2010.
Del Diccionari de Bioètica cal remarcar que recull 699 termes, classificats temàticament en els subàmbits següents: conceptes generals; drets i deures; atenció sanitària; reproducció; final de la vida; cèl·lules, teixits i òrgans; genètica; recerca; salut mental; salut pública, i ecoètica. Cada article terminològic inclou una o més denominacions catalanes, equivalents en castellà i anglès, la definició i, sovint, notes explicatives. A més, atesa l'evolució científica constant, el Diccionari és actualitzat permanentment en coordinació entre el CBC, el Departament de Salut i el TERMCAT (Centre de Terminologia).

## Història
Les principals fites en la història del Comitè de Bioètica de Catalunya, són les següents:
- 1991. I Simposi sobre bioètica i els comitès (sota els auspicis del departament de sanitat), i creació d'una Comissió en el departament de Sanitat.
- 1992 i 1993. Creació dels Comitès d'Ètica Assistencial (CEA) i els Comitès Ètics d'Investigació Científica (CEIC) adscrits als diferents centres.
- 1995. Creació d'una Comissió Assessora de Bioètica, presidida pel Director general de Recursos Sanitaris.[7]
- 2001. La Comissió Assessora canvia de denominació i passa a ser el Comitè de Bioètica de Catalunya.[8]
- 2005. Nou canvi en la denominació, que passa a ser la de Comitè Consultiu de Bioètica de Catalunya i, sobretot, reforma organitzativa per la qual es deslliguen les funcions administratives i sanitàries (competència del Govern i del Departament de Salut) i les funcions consultives en matèria debioètica (competència del nou Comitè). La Direcció General de Recursos Sanitaris assumeix el rol decoordinació, però la presidència del Comitè passa a ser elegida pels membres del Comitè. Primera presidenta independent: Victòria Camps, fins al 2009. Tot i així, els membres del Comitè segueixen sent en gran nombre representants de les diferents àrees de l'administració.[9]
- 2008. Retorn, definitivament, a la denominació de Comitè de Bioètica de Catalunya; i una important reforma en la composició del Comitè, que passa a ser format bàsicament per persones independents de l'àmbit científic.[10]
- 2009. Nou president: Marc Antoni Broggi.
- 2017. Reforma del Departament de Salut, segons la qual la coordinació del CBC recau en la seva Direcció General d'Ordenació Professional i Regulació Sanitària.[11]

## Composició
A desembre del 2020, el Comitè de Bioètica de Catalunya està compost per 25 membres:
- President: Marc Antoni Broggi i Trias (Presidenta anterior 2005-2009: Victòria Camps).
- Vicepresidents:  Núria Terribas i Sala, i Màrius Morlans i Molina
- Secretari: Josep M. Busquets i Font
- i 21 membres més.

## Altres comitès de bioètica als Països Catalans
Cal tenir present que existeixen molts comitès al si de les diverses institucions assistencials, hospitalàries o d'investigació d'arreu del país. Només al Principat de Catalunya, entre Comitès d'Ètica Assistencial (CEA) i Comitès Ètics d'Investigació Científica (CEIC) n'hi ha una seixantena ben bona. I, de manera semblant, en els altres territoris dels Països Catalans.
Ara bé, com a comitès institucionals de rang semblant al CBC s'ha de citar, com a mínim, els següents:
- Andorra: Comitè Nacional de Bioètica d'Andorra. Constituït el 18 de desembre de 2013 com a òrgan assessor del Govern d'Andorra i de la comunitat científica i ciutadana en matèria d'ètica i bioètica.[13]
- Catalunya del Nord: Comité Consultatif National d'Éthique[14] (creat el 23 de febrer de 1983 pel govern francès) i –a nivell local– el Comité d'Ethique Clinique du Centre Hospitalier de Perpignan,[15] que actua circunscrit al principal centre hospitalari nordcatalà, tot i que altres centres assistencials tenen el seu propi comitè d'ètica.
- País Valencià: Comitè de Bioètica de la Comunitat Valenciana, creat el 7 d'octubre de 2016.[16]
- Illes Balears: El Comitè d'Ètica de la Investigació de les Illes Balears (CEI-IB), adscrit a la Direcció General de Recerca en Salut, Formació i Acreditació de la Conselleria de Salut i Consum del Govern de les Illes Balears;[17] i el Comitè d'ètica assistencial de les Illes Balears, adscrit al Servei de Planificació Sanitària, Conselleria de Salut i Consum.[18]